# フローラルガーデンよさみ
フローラルガーデンよさみ（Floral garden Yosami）は、愛知県刈谷市にある公園。依佐美送信所の社宅跡地にあり、花と緑をテーマとしている。

## 歴史
2007年（平成19年）4月1日、依佐美送信所記念館と同日にオープン。面積約34,300m2の敷地内には、依佐美送信所記念館をはじめイングリッシュガーデンや公園事務所やカフェなどが入るフローラルプラザ、ミニSLや遊具広場などの施設があり、親子が一緒に楽しめる公園となっている。園内にはこのほか、記念鉄塔や対欧無線通信発祥地の石碑が設置されている。
また、毎月第1日曜日には「よさみガーデンマルシェ」が開催されており、買い物客で賑わっている。

## 主な施設
- 依佐美送信所記念館[1]
- 記念鉄塔 - 記念館に隣接する高さ25mの記念塔。解体された無線鉄塔の2号塔跡地にあり、1/10スケールで復元されている[1][3]。
- イングリッシュガーデン[1]
- フローラルプラザ - 依佐美送信所の建物をモチーフに作られたもので公園事務所や文化教室、カフェ、温室が入る[1]。
- ケイズガーデンカフェ[1]
- ミニSL - 全長250mのミニSL[1]。土日祝日のみの営業で、小学生以上は有料（100円）。
- せせらぎ - 人工のせせらぎ（水場）[1]
- 遊具広場 - アスレチック型複合遊具や幼児用遊具など[1]

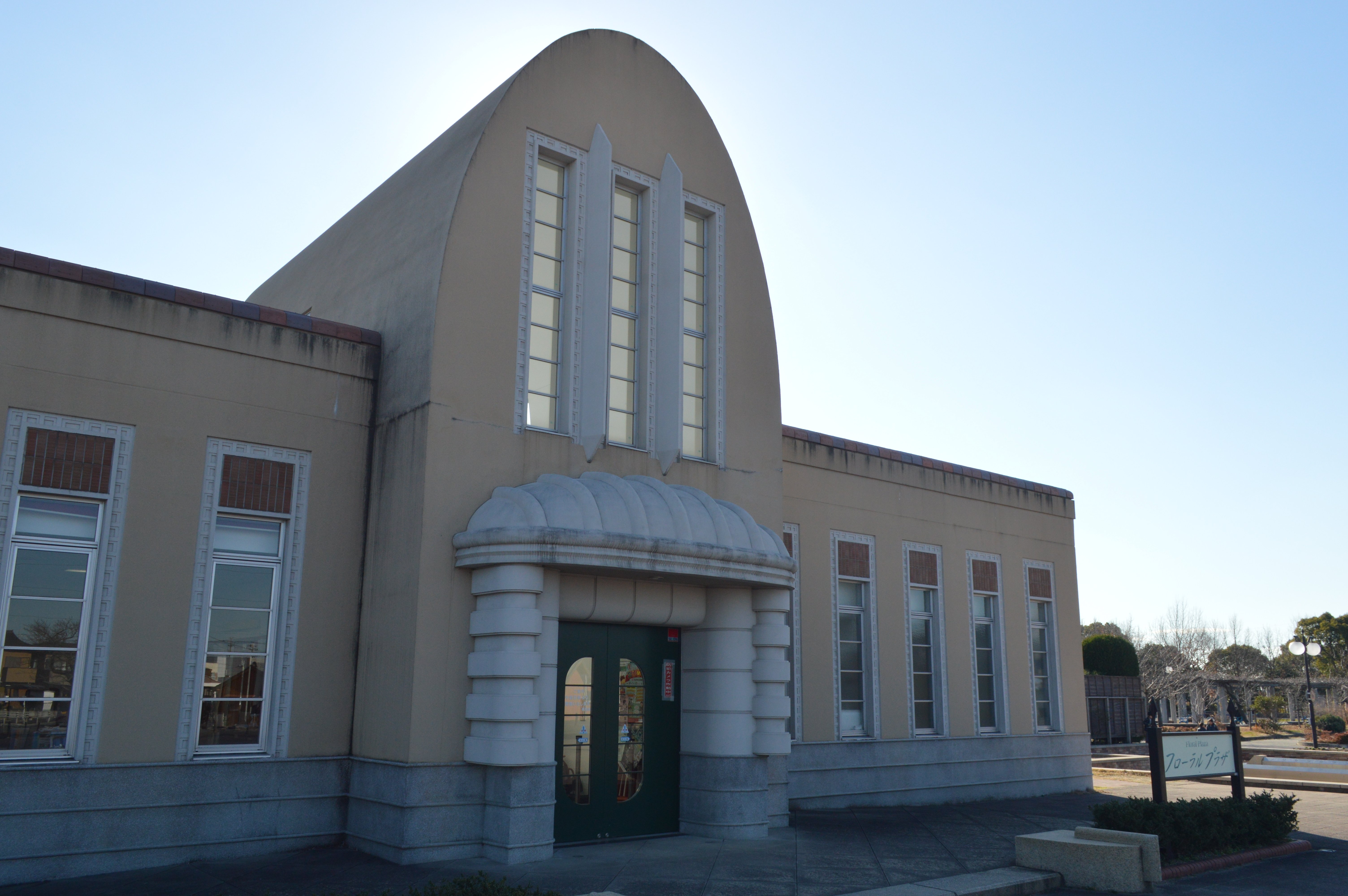
フローラルプラザ
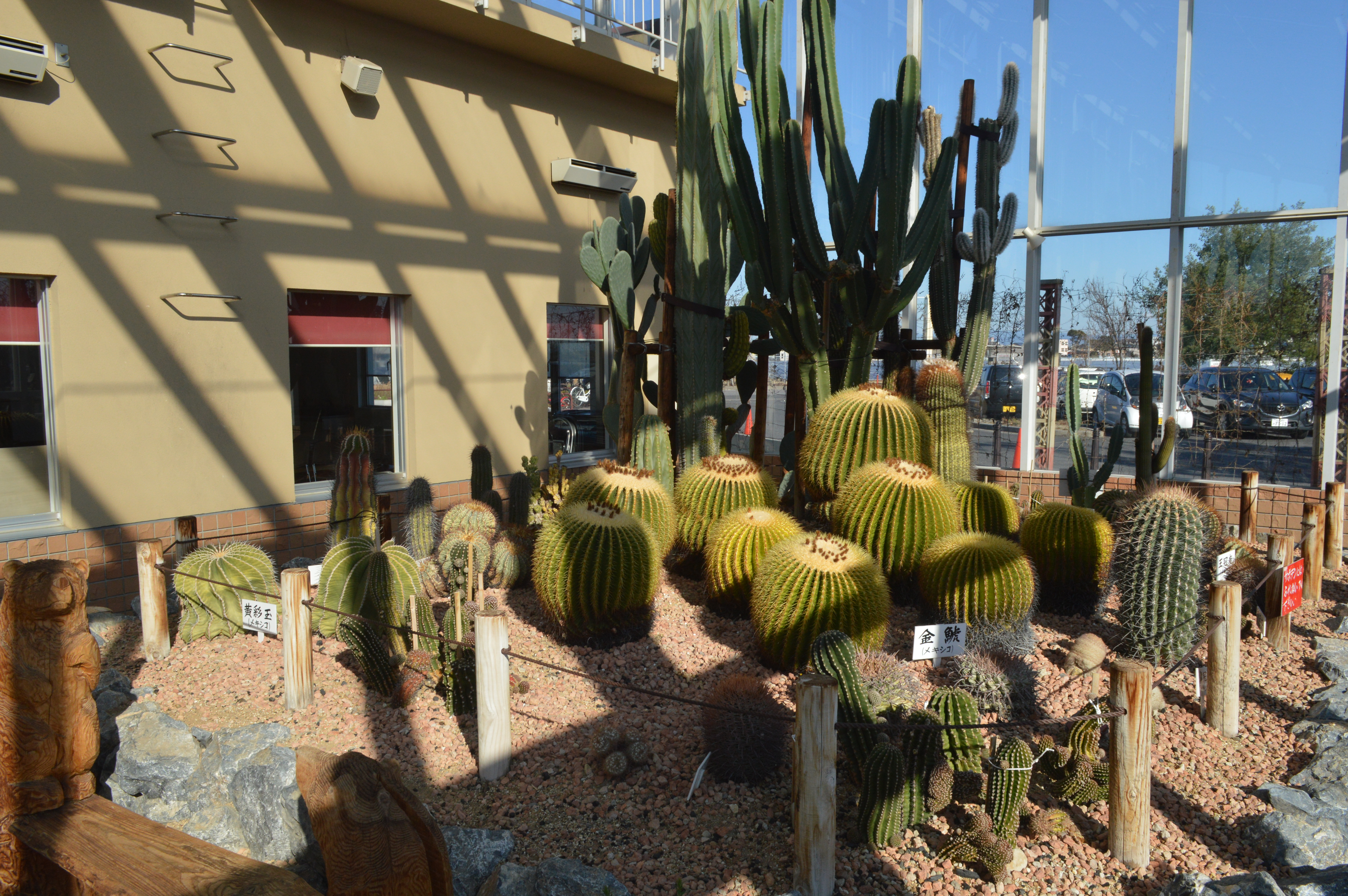
フローラルプラザの温室
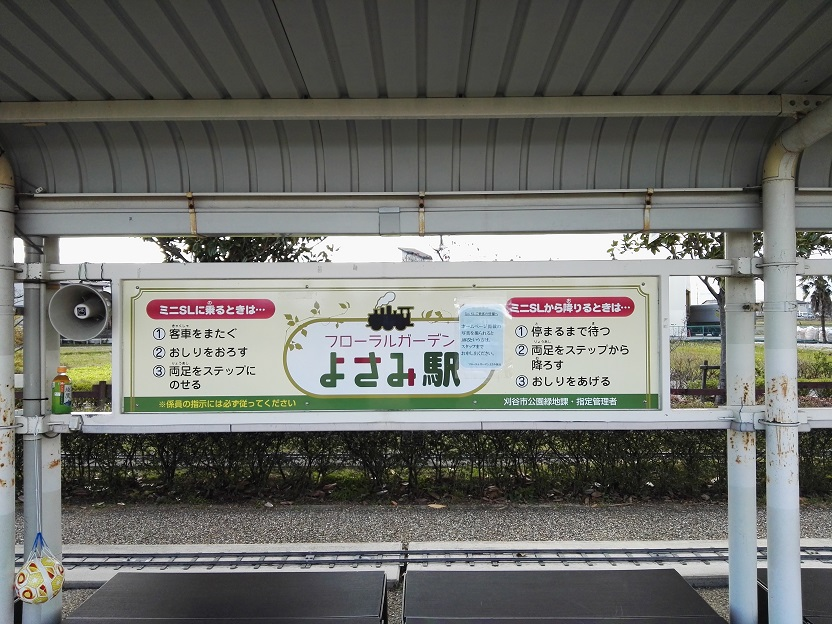
フローラルガーデンよさみ駅
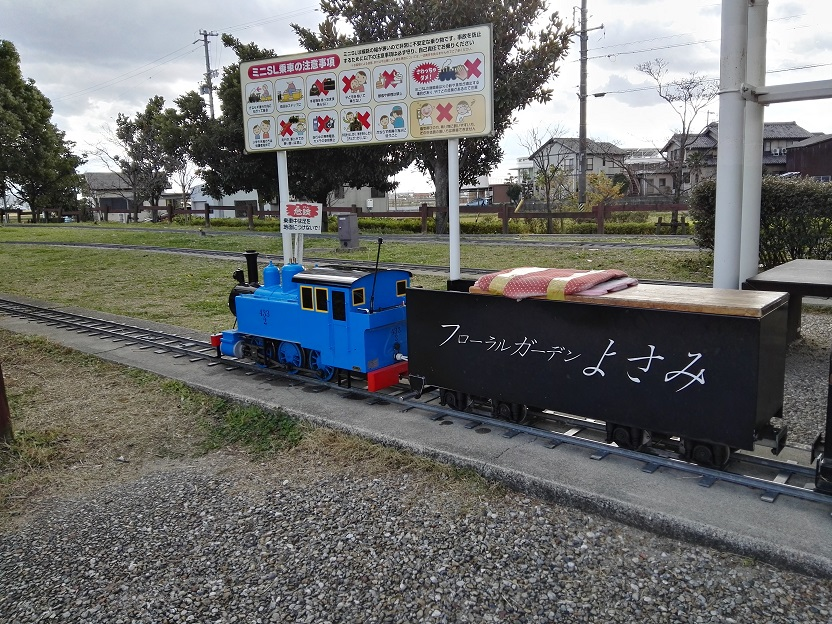
ミニSL

## 依佐美送信所記念館
依佐美送信所記念館（よさみそうしんじょきねんかん）は、愛知県刈谷市に所在するフローラルガーデンよさみ内に開設された記念館である。
2007年（平成19年）4月1日にフローラルガーデンよさみと同日に開館。館内には依佐美送信所で使用された送信機器類など関係資料を保存しており、建物外観は送信室の外観を模したものとなっている。
2007年には館内に保存・展示されている高周波発電機が日本機械学会認定の機械遺産に認定されている。
2012年（平成24年）3月31日には改修工事を終えリニューアルオープンした。

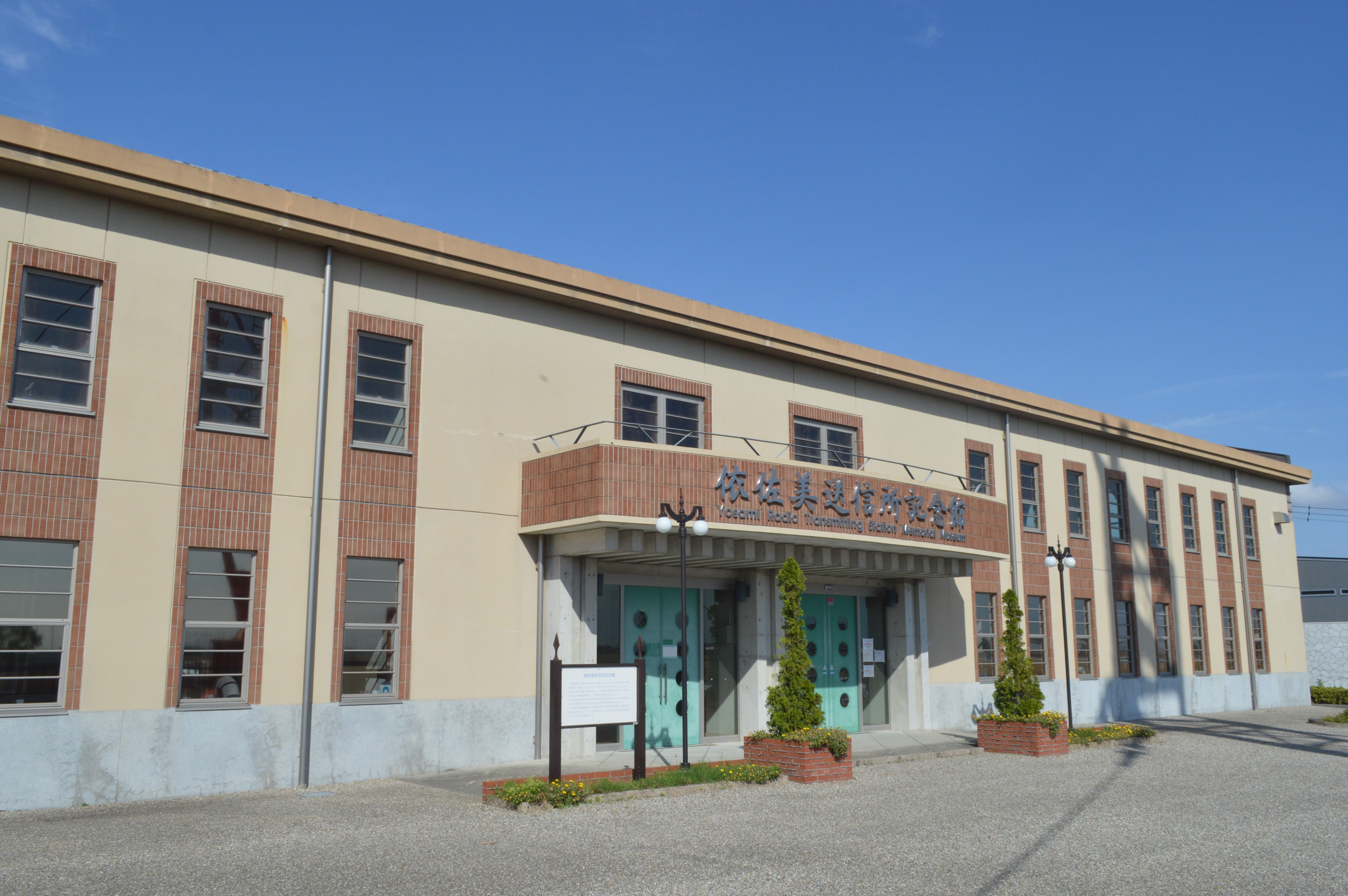
依佐美送信所記念館
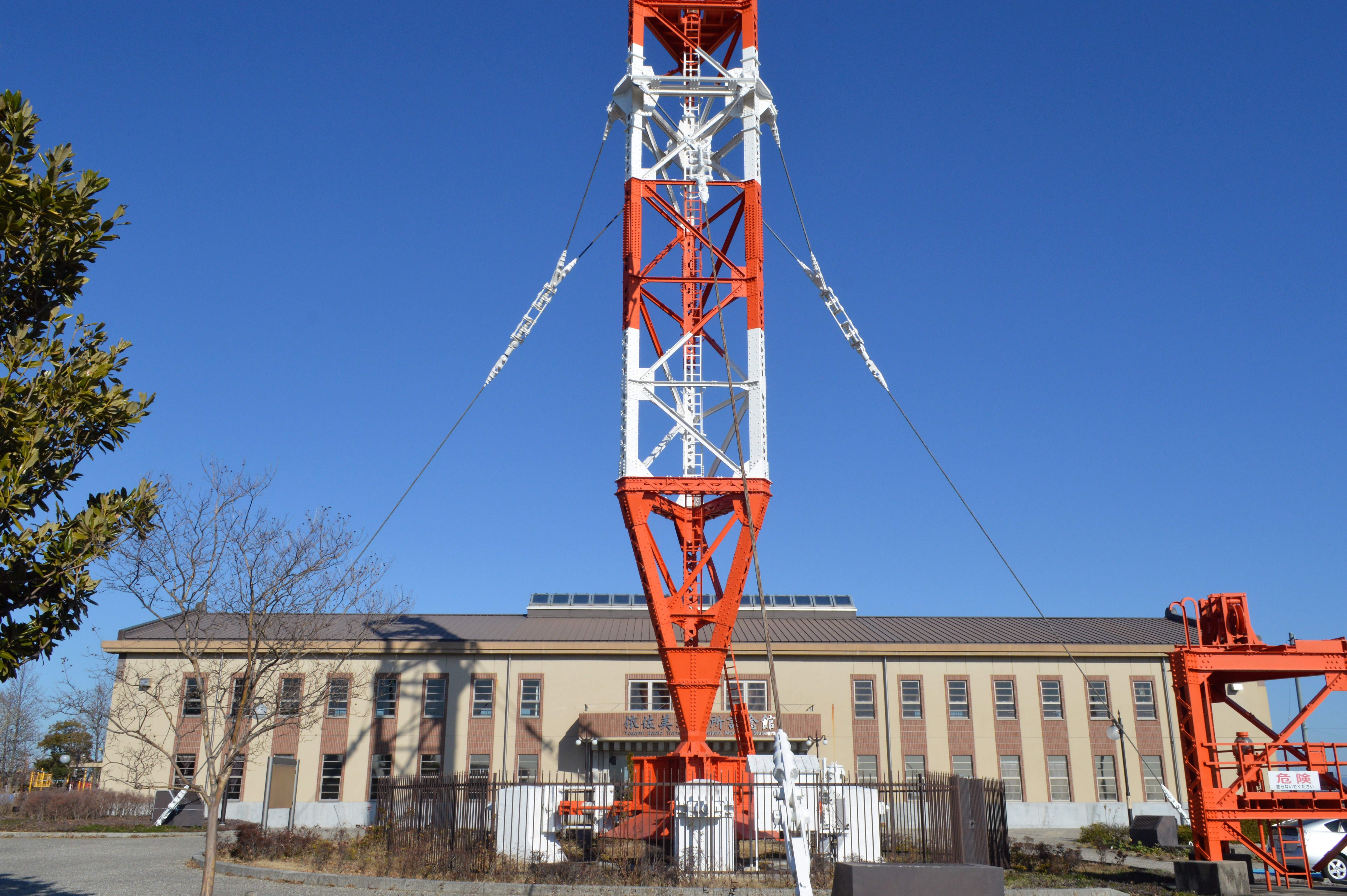
依佐美送信所 記念塔
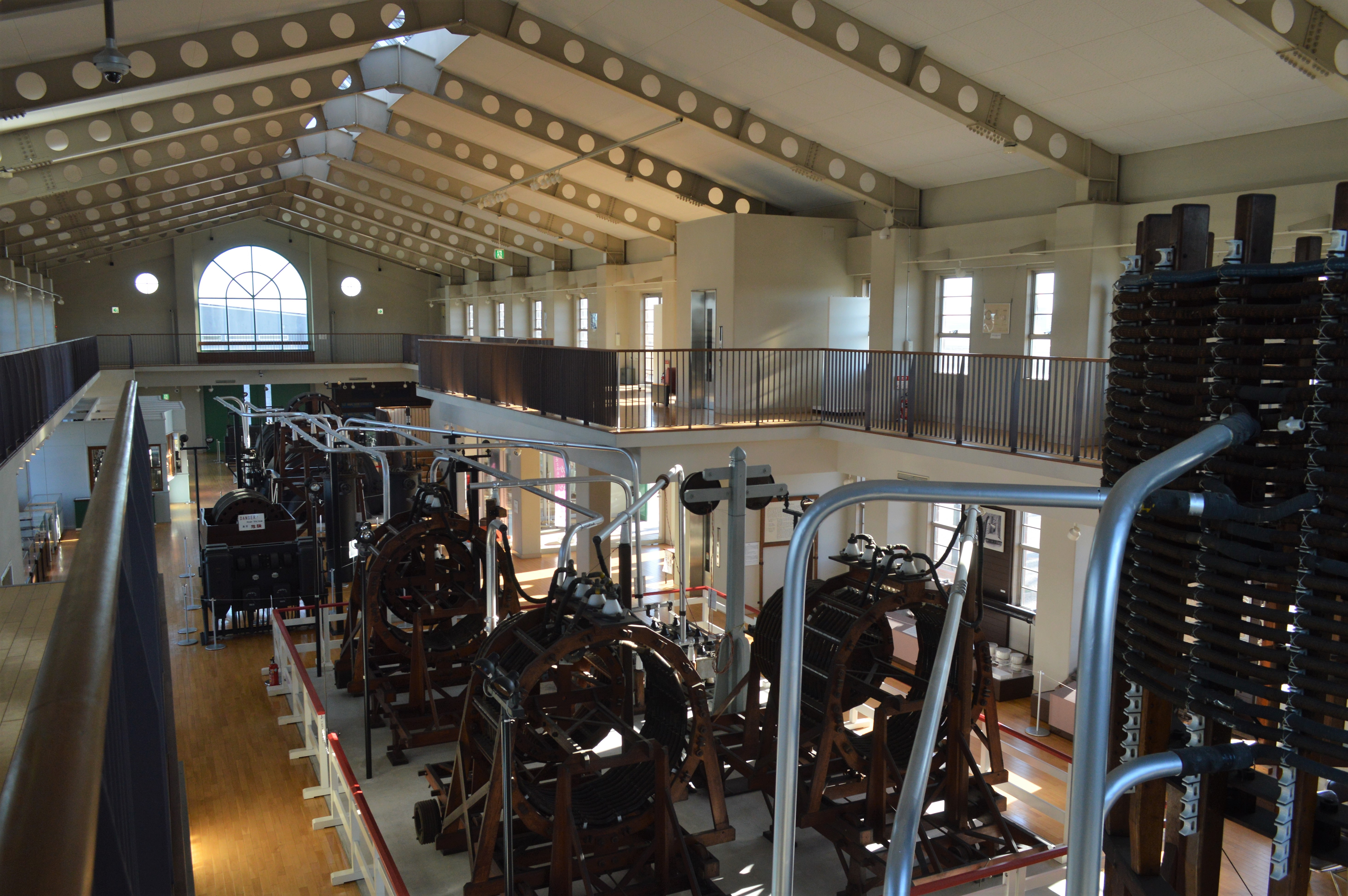
依佐美送信所記念館の館内

## 交通アクセス
- JR東海道本線・名鉄三河線刈谷駅南口よりタクシーで約7分[2]
- 刈谷市公共施設連絡バス小垣江線「フローラルガーデンよさみ」バス停下車後すぐ[2]